# Karl Strölin
Karl Strölin, född 21 oktober 1890 i Berlin, död 21 januari 1963 i Stuttgart, var en tysk nazistisk politiker och Oberbürgermeister i Stuttgart. Han var även Gruppenführer i SA.

## Biografi
Strölin studerade rättsvetenskap och statsvetenskap vid universiteten i Wien och Giessen och avlade doktorsexamen. Han blev 1923 medlem i Nationalsocialistiska tyska arbetarepartiet (NSDAP). 
År 1933 blev Strölin Oberbürgermeister i Stuttgart och därtill ordförande för Deutsches Ausland-Institut (Tyska Utrikesinstitutet). Strölin bedrev lobbyverksamhet för staden Stuttgart, som 1936 fick hederstiteln "Stadt der Auslandsdeutschen" ("Utlandstyskarnas stad").
Mellan 1941 och 1945 var Strölin ansvarig för deportationen av mer än 2 000 judar från Stuttgart till koncentrations- och förintelseläger.
Efter andra världskriget greps Strölin av de allierade och internerades i Camp Ashcan i Mondorf-les-Bains i Luxemburg. Efter denazifieringsförfaranden släpptes han fri. År 1950 publicerade han boken Stuttgart im Endstadium des Krieges.